# Płudnica
Płudnica – wieś w Polsce położona w województwie mazowieckim, w powiecie radomskim, w gminie Iłża. Ma status sołectwa.
| SIMC    | Nazwa     | Rodzaj     |
| ------- | --------- | ---------- |
| 0623362 | Trupienie | przysiółek |

W latach 1975–1998 miejscowość administracyjnie należała do województwa radomskiego.
Obok miejscowości przepływa Modrzewianka, dopływ Iłżanki.
Wierni Kościoła rzymskokatolickiego należą do parafii św. Izydora i św. Jadwigi Śląskiej w Alojzowie lub do parafii św. Józefa Oblubieńca Najświętszej Maryi Panny w Krzyżanowicach.

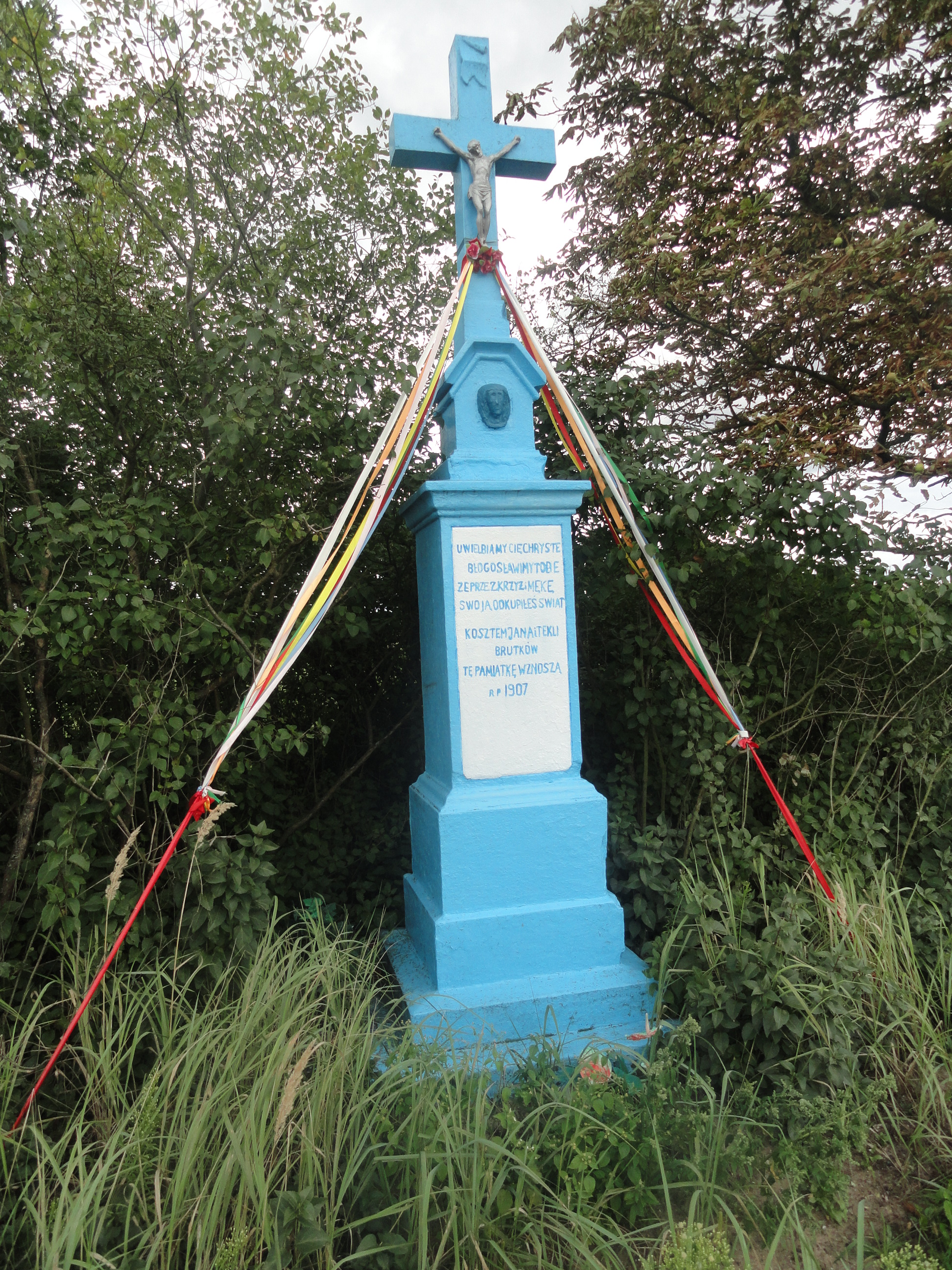
Przydrożna figura w Płudnicy